# Simon Bulupiy Galati
Simon Bulupiy Galati est un homme politique kino-congolais. Membre du PPRD, il a été député national représentant la Province orientale à l’Assemblée nationale après les élections de 2006. Il est ensuite vice-Premier ministre chargé des Postes, des Téléphones et des Télécommunications du gouvernement Muzito II du 19 février 2010 au 11 septembre 2011, puis ministre de l’Emploi, du Travail et de la Prévoyance sociale du gouvernement Muzito III depuis le 11 septembre 2011.